# Getsemani

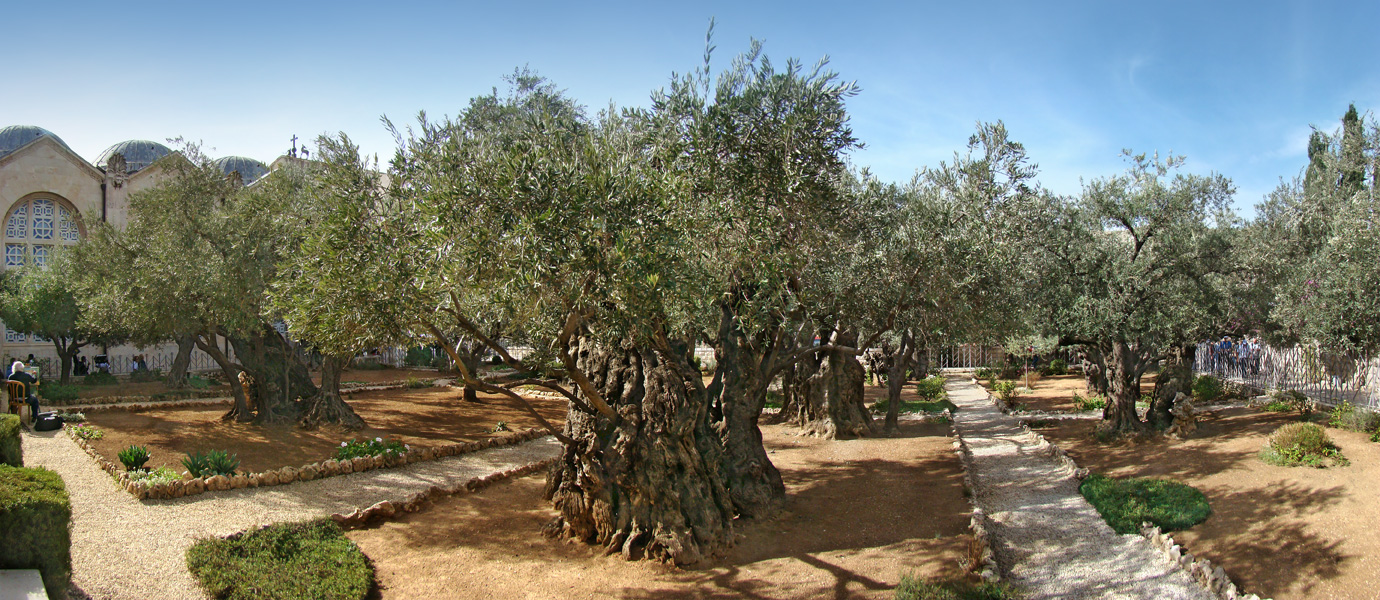
Il giardino del Getsemani a Gerusalemme

Il Getsemani (in aramaico ܓܕܣܡܢ‎, Gaḏ-Šmānê, che significa frantoio) è un piccolo oliveto poco fuori dalla città vecchia di Gerusalemme sul Monte degli Ulivi, nel quale Gesù Cristo, secondo i Vangeli, si ritirò dopo l'Ultima Cena prima di essere tradito da Giuda e arrestato.
Il luogo è noto anche come Orto degli ulivi.

## Nei Vangeli
Secondo quanto descritto dai Vangeli, Gesù, terminata la cena con i suoi apostoli, si avvia verso il monte degli Ulivi e si ferma nel podere chiamato Getsemani: 

In questo podere, mentre gli apostoli dormono, Gesù prega e accetta la passione che ormai gli si prospetta davanti: 

Poi arriva Giuda con una folla armata di spade e bastoni mandata dai sommi sacerdoti per arrestarlo; Giuda bacia Gesù, come segno convenzionale: 

## Nella tradizione cristiana

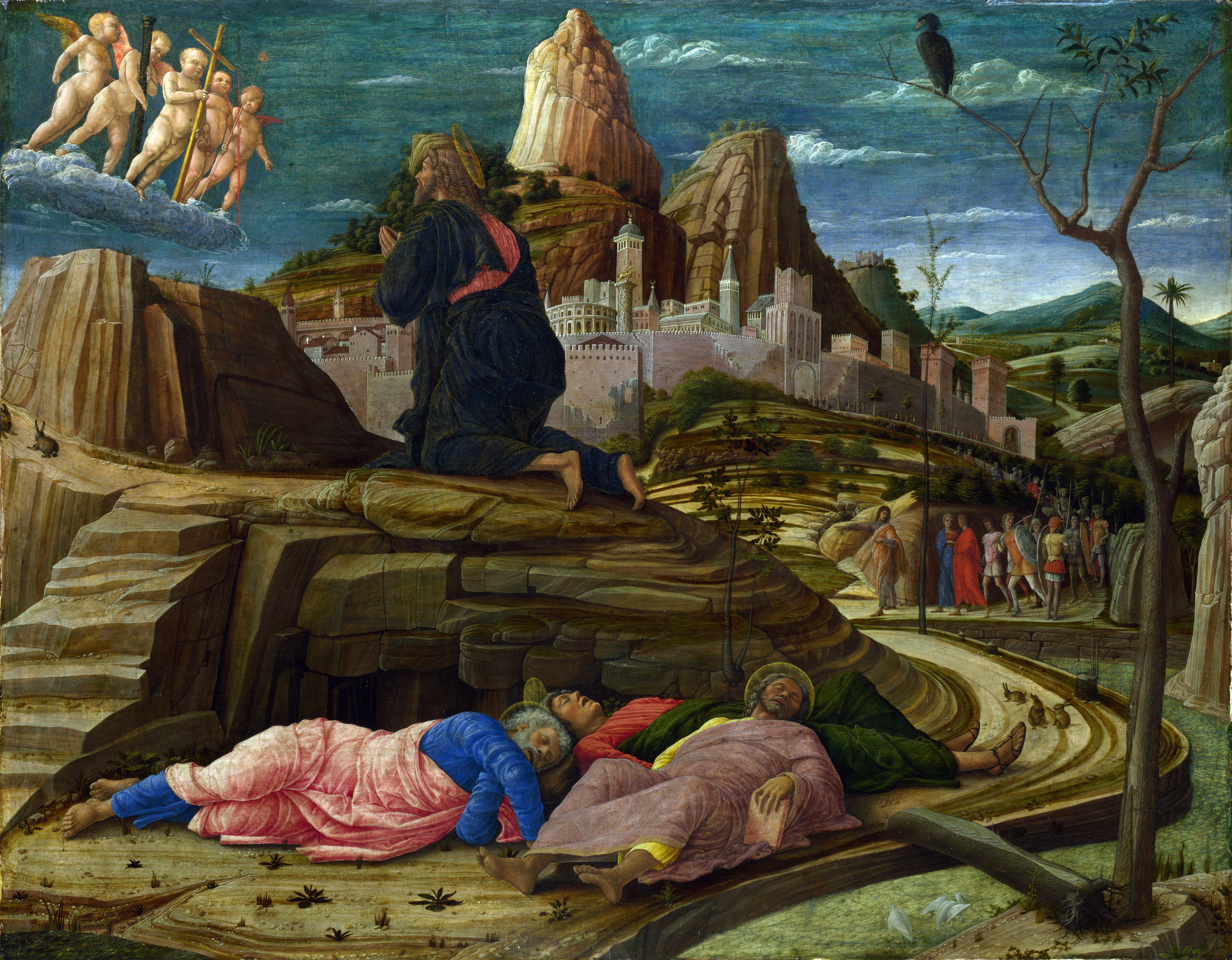
Agonia al Getsemani. Andrea Mantegna.

Il giardino del Getsèmani è stato sempre meta di pellegrinaggio da parte dei cristiani. È stato visitato nel 333 dall'anonimo di Bordeaux il quale lo descrive nel suo Itinerarium Burdigalense. Eusebio di Cesarea, nel suo Onomasticon, cita il luogo del Getsèmani "ai piedi del Monte degli Ulivi" e aggiunge che "i fedeli sono soliti ad andare là a pregare"
Nel luogo del Monte degli Ulivi si sono susseguiti molteplici costruzioni di culto. La più antica fu una basilica bizantina del IV secolo, distrutta da un terremoto nel 746. Successivamente fu eretta una cappella durante le Crociate, abbandonata poi nel 1345. Il luogo fu poi acquisito da una comunità francescana nel 1681, che vi creò un giardino nel 1848. Sui resti delle due precedenti chiese oggi sorge la Chiesa di tutte le Nazioni, anche conosciuta come Basilica dell'Agonia (chiesa cattolica). Essa contiene quella che è ritenuta una parte della roccia dove Gesù pregò e sudò sangue prima di essere arrestato.

## Archeologia
Nel 1956, l'archeologo francescano Virgilio Corbo effettuò degli scavi nella Grotta del Getsemani, trovando prove che il sito era utilizzato come struttura agricola per la produzione di olio d'oliva alla fine del periodo del Secondo Tempio. Ciò è in accordo con l'etimologia del toponimo Getsemani, che significa "frantoio".
Nel 2014, Amit Re'em e David Yeger hanno condotto un'indagine archeologica del sito per conto dell'Autorità israeliana per i beni archeologici (IAA). Nel dicembre 2020, gli archeologi hanno portato alla luce i resti di una chiesa bizantina risalente a 1.500 anni fa (nota come Chiesa di tutte le Nazioni) e le fondamenta di un bagno rituale dell'epoca del Secondo Tempio (noto anche come mikveh). Secondo la dottoressa Leah e il dottor Rosario, sul pavimento della chiesa erano state scritte delle iscrizioni in greco che recitavano:
Secondo Amit Re'em, responsabile del distretto di Gerusalemme dell'Autorità israeliana per i beni archeologici, l'unicità del mikveh risiede nel fatto che si tratta della prima testimonianza archeologica rinvenuta nel sito del Getsemani, meta di pellegrinaggi cristiani da secoli.
Nel 2025 gli studiosi dell'Università La Sapienza di Roma hanno diffuso la notizia dalla scoperta, nella navata Nord del Santo Sepolcro, di resti organici di viti e ulivi risalenti a 2000 anni fa e attestanti la presenza di un giardino.
L'ateneo era impegnato dal 2022 in scavi archeologici in quest'area alla ricerca di prove storiche del racconto evangelico.

## Nelle arti

### Pittura

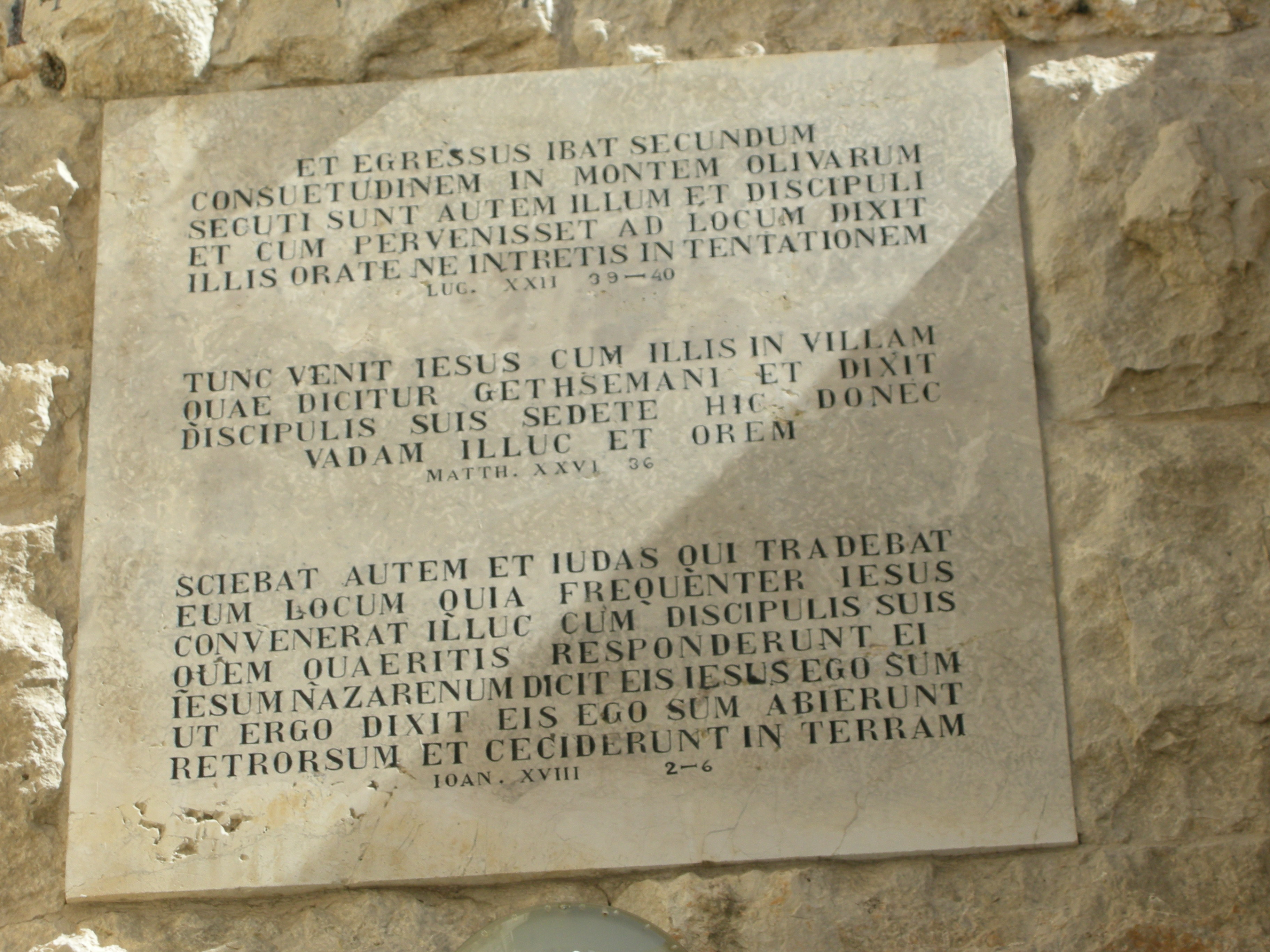
Getsemani

Il luogo del Getsemani e gli episodi evangelici che lì si sono svolti hanno ispirato sovente i pittori:
- Il bacio di Giuda - Giotto
- Agonia al Getsemani - Andrea Mantegna

### Letteratura
- Getsemani - romanzo di Giorgio Saviane

### Musica
- Nell'album Oceanborn della band Finlandese Nightwish, il secondo brano porta il titolo di Gethsemane

"Gethsemane, again" è anche il titolo di un brano di Al Steward contenuto nell'album "Zero She Flies" del 1970.
”Gethsemane” è anche il titolo di un brano degli Sleep Token, contenuto nell’album “Even In Arcadia” del 2025.

### Serie TV
Titolo della ventiquattresima puntata, quarta stagione, di "The X Files" prodotta dalla statunitense Fox, andata in onda il 18 maggio 1997 in USA.